# Милотице (замък)
Милотице (на чешки: Milotice) е бароков замък, разположен в едноименната община в окръг Ходонин. Има един от най-добре запазените комплекси от сгради и градинска архитектура от бароковия период.
През 2019 г. в замъка е заснет филмът „Последният аристократ“ на режисьора Иржи Вейделек, базиран на книгата на местния кастелан Евжен Бочек.

## Собственици
Първите известни собственици на Милотице са владетелите на Ронов през 1360 г. От второто десетилетие на XV век имението е във владение на владетелите на Мораван, при които Милотице става укрепено седалище на хуситите. През 1460 г. те са заменени от рода Краварж, а в началото на 80-те години на същия век – от владетелите на Ойнице. В края на XV век вече родът Застрижизъл притежава имението със замъка, и прави Милотице център на обширните си владения. След 60-годишното им управление, имението преминава в ръцете на рода Жеротини. През втората половина на 16 век настъпва период на честа смяна на собствениците – Жеротините са заменени последователно от владетелите на Липа, Хаугвицови от Бискупице, Бернард Лудвик Товар и Кристина от Рогендорф. Още по-чести промени в собствеността настъпват през първата половина на 17 век. Те са свързани с продължаващата Тридесетгодишна война, която води до фактическо опустошение на имението. Сред по-известните собственици на Милотице от това време е Албрехт от Валенщайн.
Напълно опустошеното имение е купено през 1648 г. от Габриел Серений, по-късно моравски земски хетман, който веднага започва възстановяването му. През 1715 г. в замъка е роден Карел Йозеф Адолф, син на придворния художник на рода, Йозеф Франтишек Адолф.  Серениите владеят Милотице, заедно с замъка, до 1811 година. Между 1811 и 1888 г. замъкът е записан като собственост на имената на владетели от родовете Хосо д'Алекур и Ардег.
От 1888 г. до 1945 г. замъкът и свързаното с него имение са под контрола на рода Зейлерн. За основател на клона на рода в Милотице се смята Карел Максмилиан Зейлерн-Аспан, който през 1849 г. се жени за една от наследничките на имението, Мария Алойзия Ардег. Синът им, Карел Франтишек Зейлерн, през 1888 г. изкупува всички наследствени дялове и става едноличен собственик на Милотице. Карел Франтишек, който няма деца, завещава имението на племенника си Ладислав Зейлерн, който живее в замъка от 1916 г. до 1945 г., когато сградата е конфискувана въз основа на Бенешовите декрети.
Съвременният замък е собственост на държавата, управлява се от Националния институт за паметниците и от 1974 г. е отворен за публични посещения.
| година | Брой посетители |
| ------ | --------------- |
| 2015   | 31 429          |
| 2016   | 37 020          |
| 2017   | 44 241          |
| 2018   | 42 684          |

## История на строителството
На мястото на днешния замък първоначално е имало укрепена къща с ров, спомената през XIV век. До днешно време е останал само ровът около замъка. Някъде между 1586 и 1596 г. укрепената къща е преустроена в едноетажен замък в ренесансов стил, собственост на Бернар Лудвик Товар от Айнзефелд в Долна Австрия. През 70-те години на XVII век, на сградата е изграден втори етаж, а по-късно са построени четирите ъглови кули.
Замъкът придобива съвременния си бароков облик след две реконструкции при Карел Антонин Серений, през 1719 – 1725 и 1738 – 1743 г. Въпросът за архитектите все още не е установен със сигурност, за такива са смятани Доменико Мартинели, Йохан Бернар Фишер от Ерлах, Антонио Сол и Кристиан Александър Едтъл. В началото на 21 век, бърненският майстор-строител Франтишек Бенедикт Кличник, който ръководи строителните работи по време на първата фаза на промените в замъка през 1719 – 1722 г., започва да се свързва и с втората фаза на бароковите промени, когато създава овалното оформление на двора. Промените по сградата в периода 1723 – 1743 г. са извършени от Мартин Пахност, майстор зидар от Ходонин.
От 18 век няма значителни строителни модификации, което прави района на замъка Милотице един от най-запазените комплекси от сгради и градинска архитектура от бароковия период в Чехия.

## Градини

### Френска барокова градина
Първото споменаване на декоративната градина на замъка Милотице е от 1637 г. Първоначалните работи по френската барокова градина в източната част на комплекса са от 1716 г., вероятно под ръководството на виенския градински архитект Йохан Антон Цинер. Точната форма от това време не е известна, но е документирано съществуването на няколко малки летни беседки и каменна волиера. През първата четвърт на 19 век градината е частично преобразувана в английски парк. През 20 век по оста на парка са издигнати двойка фонтани. Реставрацията на френската градина е извършена в периода 1968 – 1972 г. по проект на бърненския архитект Душан Ридъл.

### Фазанерия
Зведообразната фазанерия, със сходящи алеи и ловен павилион на мястото на събирането им, е построена през 60-те години на 18 век от тогавашния собственик Франтишек Лудвик Серений. Пространството е в непосредствена близост до северната страна на френската барокова градина. През 19 век фазанерията допълнително е романтизирана с изграждането на готически павилион, така наречените Руини. В края на 20 век е изграден и малък рибарник.

### Цветна градина
Градината за съхранение на цветя е реновирана през 2013 г. по оригинала от 19 век и е свързана с южната част на френската барокова градина. Тя е разделена аксиално на три квадратни единици и завършва с езерце. Градината е използвана по време на последния собственик за нуждите на сградата, като снабдявала замъка с цветя за украса, зеленчуци и плодове, и е осигурявала семена за освежаване на алеите на парка.

## Забележителности в района
- Приземна зала – зала на приземния етаж от 1722 г., свързваща вътрешния двор с градинския партер
- Оранжерия – две сгради от 1738 – 1743 г., в които са отглеждани екзотични растения и дървета; в днешно време в тях има изложба на моравски барокови скулптури  Готически павилион от първата четвърт на 19 век
- Статуя на бог Янус – двуглава скулптура на горния партерен етаж, през Ренесанса бог Янус се е считал за символ на миналото и бъдещето
- Статуя на мечка с герба на рода Застрижил – донесена в Милотице от замъка в Сватоборжице
- Каменна чешма на горния партерен етаж – построена от последния собственик Ладислав Зейлерн през 1921 г.
- Ренесансов фонтан – построен през 1587 г. от Бохуш Морковски от Застрижил за замъка в Сватоборжице, прехвърлен в Милотице през 20 век
- Поклонна ниша на св. Йоан Непомуцки – оформена през 1765 г. от Франтишек Лудвик Серений в оградната стена на фазанерията
- Ловен павилион – издигнат в центъра на фазанерията през 1766 г.
- Готически павилион – датиран към първата четвърт на 19 век, преди това заобиколен с воден ров и с вътрешна декорация от натрошен камък

## Разглеждане на забележителности

### Основна схема
През 2005 г. интериорът на замъка Милотице претърпява промени, насочени към привеждане на представителните пространства на замъка към действителния им изглед от първата половина на 20 век, когато замъкът е обитаван от семейство Зейлерн-Аспан. По време на обиколката посетителите разглеждат начина на живот и ежедневието на последния собственик Ладислав Зейлерн, съпругата му Антоанета (родена Лудон) и четирите им деца. Обиколката е проектирана въз основа на разказите на дъщерята на последния граф на Милотице, Марие Хенриета Зейлерн (1918 – 2008).

### Костюмирани обиколки
В района на замъка е възможно да се заемат реплики на рокли от епохата на барока, рококо или романтизма за разходки из градината и дворовете. Дрехите са направени в шивашката работилница на замъка. През месеците май и юни за децата от детските градини и от 1-ви до 3-ти клас се организират специални обиколки с костюми, по време на които децата, облечени в костюми от замъка, са предвождани от самата „графиня на Милотице“.
През годината в района на замъка се провеждат редица културни събития, сред които етнографският куойвски фестивал Долнячка.

## Галерия
- Изглед към замъка от пътя
- Замъкът Милотице
- Вътрешният двор на замъка с ренесансови аркади
- Сфинкс от входния мост
- Поклонната ниша на св. Йоан Непомуцки
- Алея с габър във френската градина